# Alex Hardcastle
Alex Hardcastle (Berkshire, 19 de novembro de 1972) é um diretor e produtor de televisão inglês. Ficou conhecido por trabalhar em Parks and Recreation, Running Wilde e Suburgatory.